# ألكساندر تشيفادزه
ألكساندر تشيفادزه ، من مواليد 8 ابريل 1955 ، لاعب كرة قدم سوفييتي سابق.
لعب مع منتخب الاتحاد السوفييتي لكرة القدم.

## وصلات خارجية
- ألكساندر تشيفادزه على موقع الاتحاد الدولي (مؤرشف)  (الإنجليزية)
- ألكساندر تشيفادزه على موقع قاعدة بيانات كرة القدم.إي يو (الإنجليزية)
- ألكساندر تشيفادزه على موقع ناشيونال فوتبول تيمز (الإنجليزية)
- ألكساندر تشيفادزه على موقع عالم كرة القدم.نت (الإنجليزية)
- ألكساندر تشيفادزه على موقع اللجنة الأولمبية الدولية (الإنجليزية)
- ألكساندر تشيفادزه على موقع أوليمبيديا (الإنجليزية)